# Вежа (фільм, 1987)
«Вежа» (рос. «Башня») — російський радянський художній фільм 1987 року, психологічна драма. Фільм знятий режисером  Віктором Трегубовичем.

## Сюжет
Дія фільму розгортається недалеко від водонапірної вежі, розташованої поруч з дорогою. Біля вежі живе механік, який і обслуговує споруду. У механіка є сім'я — дружина і родич-інвалід.
Одного разу біля вежі ламається автомобіль. Його власники — міська родина, через поломку їм доводиться зупинитися і шукати допомоги у місцевих мешканців. Їх вимушене перебування в гостях виявляється занадто довгим і образливим для підлітка з сім'ї доглядача вежі.

## У ролях
- Ольга Остроумова —  Кара Семенівна
- Вадим Лобанов —  Іван Васильович, чоловік Кари Семенівни
- Ірина Апексимова —  Ксюша, дочка Кари Семенівни і Івана Васильовича
- Олексій Ясулович —  Веня
- Іван Агафонов —  Іван Пилипович, механік водонапірної вежі
- Раїса Рязанова —  Таля, дружина Івана Пилиповича
- Георгій Бурков —  Саня Копитов
- Сергій Сазонтьєв —  Діма Черепанов
- Світлана Гайтан —  Паша, мати Вені

## Знімальна група
- Автори сценарію:  Олександр Александров
- Режисер:  Віктор Трегубович
- Оператор-постановник:  Валерій Мюльгаут
- Монтаж: Маргарита Шадріна
- Художники-постановники:  Грачья Мекінян і Михайло Гаврилов
- Композитор:  Ігор Цвєтков
- Звукорежисер: Наталія Левитіна